# 기원전 4년

## 연호
- 전한(前漢) 건평(建平) 3년

## 기년
- 전한(前漢) 애제(哀帝) 3년
- 신라(新羅) 혁거세 거서간(赫居世居西干) 54년
- 고구려(高句麗) 유리명왕(瑠璃明王) 16년
- 백제(百濟) 온조왕(溫祚王) 15년

## 자연
- 봄 2월 기유에 혜성이 하고(河鼓)에 나타났다.[1]

## 탄생
- 예수
- 효평황후

## 사망
- 헤로데 대왕

## 참고 문헌
- 김부식 (1145). 〈권제1 혁거세 거서간 條〉. 《삼국사기》.